# Wigmodi
Wigmodi (auch: Wigmodien, Wigmodia, Wimodi) war ein sächsischer Gau. Er lag an der Weser nördlich von Bremen.
Die genaue Ausdehnung Wigmodiens, mal als Provinz, mal als pagus (Gau) bezeichnet, ist nicht ganz klar und kann sich auch im Lauf der Zeit geändert haben.

## Geschichte
Die Chronik von Moissac und die Metzer Annalen erwähnen bereits für das Jahr 804 ein sächsisch besiedeltes Gebiet mit dem Namen Wihmuodi. Zur Zeit der Missionierung durch Willehad wurde Wigmodien offenbar mit dem gesamten Elbe-Weser-Dreieck gleichgesetzt, teilweise unter Einbeziehung weiterer Gebiete nördlich der Elbe, zum Beispiel Dithmarschen. Der ebenfalls im 9. Jahrhundert geschriebenen Vita Sancti Ansgarii zufolge wurde das Land der Sachsen nach der Taufe Widukinds in acht Bistümer aufgeteilt. Das nördlichste von ihnen, der Sprengel Bremen, habe aus zwei „Provinzen“ bestanden, die aus ursprünglich zehn sächsischen Gauen zusammengelegt worden seien: Wigmodien nördlich und östlich der Wesermündung, sowie der Lorgoe südwestlich davon.
Dem gegenüber ist die angebliche Gründungsurkunde des Bistums Bremen mit Sicherheit eine Fälschung aus den Jahren 1148–1150. Aber die darin angegebenen Grenzen Wigmodiens könnten korrekt sein: die Nordsee, die Niederelbe bis zur Einmündung der Lühe, bzw. der Aue, mehrere kleine Wasserläufe und Sümpfe zwischen Harsefeld und Bevern (z. B. die Steinbek, und der Oberlauf der Twiste), danach die Bever und die Oste südlich von Bremervörde, sowie ein weiteres Moor zwischen Oste und Wümme. Von der Mündung der Wieste verlief die Grenze anscheinend entlang einer Straße bis zu einem Forst bei Daverden, von da entlang der Weser zurück zur Nordsee.
In der Schenkungsurkunde König Heinrichs IV. über den Hof Lesum und dessen Besitzungen an Erzbischof Adalbert von Bremen aus dem Jahr 1062 ist das Elbe-Weser-Dreieck, in dem diese Liegenschaften verteilt waren, unterteilt in Wigmodien (als den offenbar westlichen Teil) und den comitatus marchionis Udonis (die Grafschaft des Markgrafen Udo), d. h. die Grafschaft Harsefeld/Stade, als nordöstlichen Teil.
Adam von Bremen verwendete in den 1070er Jahren in seinen Gesta Hammaburgensis ecclesiae pontificum für den nördlichsten Teil Sachsens (abgesehen von Nordalbingien) auch den Namen Hadeloha, sowie den Ort Hadoloha, als Landeplatz von feindlichen Wikingern („Askomannen“) in den Jahren 994 und 1040.